# Ivan Khandochkine
 (décembre 2014).
Si vous disposez d'ouvrages ou d'articles de référence ou si vous connaissez des sites web de qualité traitant du thème abordé ici, merci de compléter l'article en donnant les références utiles à sa vérifiabilité et en les liant à la section « Notes et références ».
Ivan Ievstafievitch Khandochkine (russe : Иван Евстафьевич Хандошкин ; ukrainien : Іван Остапович Хандошко) (1747 – 29 ou 30 mars 1804) est un violoniste et compositeur de l'Empire russe, d'origine ukrainienne. Il est considéré comme l'un des meilleurs violonistes russes du XVIIIe siècle.

## Œuvres
- Trois Sonates pour violon seul, op. 3

## Enregistrement
- 3 Violin Sonatas, Op. 3 / 6 Russian Songs, enregistrées par Anastasia Khiturk, Naxos, 2006